# Shopping City Suceava
Shopping City Suceava este un centru comercial în municipiul Suceava. A fost deschis la data de 16 aprilie 2008, în urma unei investiții de 65 de milioane de euro și are o suprafață închiriabilă de 47.000 de metri pătrați. Este deținut de britanicii de la Argo Real Estate, care dețin și Shopping City Sibiu.
Este localizat pe Calea Unirii, pe locul unde înainte a funcționat combinatul „Mobstrat” – fostul Combinat de Prelucrare a Lemnului (CPL) din platforma industrială „Valea Sucevei”.
Principalii chiriași sunt: Carrefour, Leroy Merlin, Mobexpert, Flanco, Takko, Decathlon, KFC, Cine Grand, New Yorker, Animax, Deichmann și Orsay.